# Ildíger
Ildíger va ser un oficial de l'exèrcit romà d'Orient d'origen germànic, actiu durant el regnat de l'Emperador Justinià I.

## Biografia
Els orígens d'Ildíger són incerts. El seu nom té origen germànic, cosa que indica que era bàrbar. Va estar casat amb una filla de nom desconegut d'Antonina i el seu marit, el general Belisari. Apareix per primera vegada el 534, quan va ser enviat amb Teodor amb un exèrcit per servir a l'Àfrica sota Salomó. El 536, després que Belisari s'encarregués de la rebel·lió d'Estotzes, Ildíger i Teodor van rebre la missió de cuidar Cartago mentre ell tornava a Sicília. Potser Ildíger va romandre a l'Àfrica quan Germà va substituir Salomó i el 537 estava a l'exèrcit que Germà va liderar contra Estotzes; va comandar una de les tres divisions en què la cavalleria estava disposada a l'ala dreta de l'exèrcit a la batalla de les Escales Velles.
A finals de 537 o a principis de 538, va anar a Roma a través de Líbia amb un nombre considerable de cavallers. Durant l'hivern a Roma, ell i Valerià van contenir Constantí quan va intentar atacar Belisari. Més tard, mentre estava de guàrdia a la Porta Pinciana, va frustrar un atac gòtic i el va repel·lir. Tan bon punt va acabar el setge (març de 538), ell i Martí van ser enviats per Belisari amb mil cavallers a Ariminium per retirar les tropes de Joan i substituir-les per la infanteria d'Ancona. Viatjant per la Via Flamínia, van capturar i guarnir Petra i després van continuar via Ancora cap a Ariminium. Quan Joan es va negar a marxar, van deixar la infanteria i van tornar a Belisari portant només les tropes de la guàrdia de Belisari que estaven amb Joan.
Més tard a l'estiu de 538, quan Belisari va muntar una expedició per a ajudar Joan, ara assetjat a Ariminium, Ildíger va ser col·locat al comandament de la flota (els seus subordinats van ser Herodià, Ulíari i Narses) amb ordres de no perdre contacte amb l'exèrcit de Martí que estava marxant per la costa. Els gots van fugir al veure la flota, i Ildíger i els seus van ser els primers a arribar al campament abandonat dels gots, van capturar als que no van aconseguir escapar i el van saquejar. Al començament del 540, va ser enviat en el lloc de Vitali a vigilar el Po per a impedir que arribessin aliments als gots assetjats a Ravenna per aquella ruta. Després aquell any, quan Belisari va tornar a Constantinoble, va ser un dels que el va acompanyar (els altres van ser Valerià, Martí i Herodià). El 543, ell i Teoctist van acompanyar Martí a Citarizo durant els preparatius per a envair l'Imperi Sassànida. És possible que en aquest moment fos dux de la Fenícia Libanense.